# Powiat Muldental
Powiat Muldental (niem. Muldentalkreis) – były powiat w rejencji Lipsk w niemieckim kraju związkowym Saksonia.
Stolicą powiatu Muldental była Grimma.
1 sierpnia 2008 powiat został połączony z powiatem Lipsk (niem. Landkreis Leipziger Land) w powiat Lipsk (niem. Landkreis Leipzig).

## Miasta i gminy
| Miasta 1. Bad Lausick (8.860) 2. Brandis (9.738) 3. Colditz (5.116) 4. Grimma (19.457) 5. Mutzschen (2.282) 6. Naunhof (8.658) 7. Nerchau (4.070) 8. Trebsen/Mulde (4.281) 9. Wurzen (17.620) Wspólnoty administracyjne 1. Wspólnota administracyjna Bad Lausick; gmina Bad Lausick i Otterwisch 2. Wspólnota administracyjna Naunhof; gminy Belgershain, Naunhof i Parthenstein | Gminy 1. Belgershain (3.521) 2. Bennewitz (5.246) 3. Borsdorf (8.382) 4. Falkenhain (3.877) 5. Großbothen (3.568) 6. Hohburg (2.985) 7. Machern (6.746) 8. Otterwisch (1.518) 9. Parthenstein [siedziba: Großsteinberg] (3.776) 10. Thallwitz (3.838) 11. Thümmlitzwalde [siedziba: Dürrweitzschen] (3.398) 12. Zschadraß [siedziba: Hausdorf] (3.360) |